# Gerda Van Steenberge
Gerda Van Steenberge (Aalst, 27 november 1965) is een Belgisch Vlaams-nationalistisch politica.

## Levensloop
Van Steenberge studeerde in 1990 af als licentiate in de rechten aan de Universiteit van Gent en ging nadien aan de slag als advocate.
In haar studententijd in Gent was Van Steenberge actief in de Nationalistische Studentenvereniging (NSV), van 1986 tot 1987 als penningmeester. Ze werd politiek actief voor het Vlaams Blok (sinds 2004 Vlaams Belang genaamd) en werd parlementair medewerker bij de Vlaams Blok-fractie in het Vlaams Parlement en hoofd van de juridische dienst van de partij. Haar eerste echtgenoot Reinhard Staveaux (1962-1998) was eveneens actief in de partij als presentator bij de uitzendingen van de Nationalistische Omroepstichting van het Vlaams Blok. 
Van 1999 tot 2003 zetelde Van Steenberge als rechtstreeks gekozen senator in de Belgische Senaat. Vervolgens was ze van 2003 tot 2004 lid van de Kamer van volksvertegenwoordigers voor de kieskring Oost-Vlaanderen. Als federaal parlementslid legde hij zich vooral toe op justitie. Bij de derde rechtstreekse Vlaamse verkiezingen, die van 13 juni 2004, werd ze verkozen in de kieskring Oost-Vlaanderen. Ook na de volgende Vlaamse verkiezingen, op 7 juni 2009, bleef ze Vlaams volksvertegenwoordiger, tot mei 2014. In het Vlaams Parlement was Van Steenberge van 2004 tot 2009 voorzitter van de commissie Brussel en Vlaamse Rand en van 2009 tot 2012 lid van de commissie Onderwijs. Sinds 30 juni 2014 mag ze zich ere-Vlaams volksvertegenwoordiger noemen. Die eretitel werd haar toegekend door het Bureau (dagelijks bestuur) van het Vlaams Parlement. Op lokaal politiek niveau was ze van 2001 tot 2012 gemeenteraadslid van Erpe-Mere.
In 2012 verliet ze het Vlaams Belang, omdat ze ontevreden was met de koers van de partij, die zich volgens haar te eenzijdig richtte op een anti-islamretoriek. In 2017 trad ze toe tot de N-VA. Bij de gemeenteraadsverkiezingen van oktober 2018 werd ze voor deze partij opnieuw verkozen tot gemeenteraadslid van Erpe-Mere. Begin 2019 werd ze schepen van de gemeente, bevoegd voor financiën, begroting, personeel, ICT en lokale economie.
In juni 2024 leverde Van Steenberge haar lidkaart van N-VA in na uitspraken van voorzitter Bart De Wever, die elke samenwerking met Vlaams Belang op eender welk beleidsniveau afwees en het cordon sanitaire tegen de partij weigerde te doorbreken. Volgens Van Steenberge bemoeilijkte dit het pad naar Vlaamse autonomie, wat ze in strijd achtte met haar persoonlijke ideologie. In september 2024 kondigde ze aan dat ze terug op de lijst van Vlaams Belang ging staan bij de komende gemeenteraadsverkiezingen, zij het als onafhankelijke. Hierop beslisten haar coalitiepartners van N-VA en CD&V haar haar bevoegdheden als schepen te ontnemen. Van Steenberge bleef echter deel uitmaken van het schepencollege tot aan het einde van haar mandaat tot in december 2024. Nadien werd ze gemeenteraadslid in de Vlaams Belang-fractie.